# Отечественный фронт Вьетнама
Оте́чественный фронт Вьетна́ма (вьет. Mặt Trận Tổ Quốc Việt Nam) — общественно-политическое движение в Социалистической Республике Вьетнам.

## Отечественный фронт Вьетнама в ДРВ
Отечественный фронт Вьетнама (ОФВ) был создан в Демократической Республике Вьетнам в сентябре 1955 года на базе организации единого национального фронта Вьетнама Льен-Вьет в целях сплочения широких слоёв вьетнамской нации для борьбы за осуществление Женевских соглашений 1954 года и объединение Вьетнама. В состав ОФВ вошли все политические партии и общественные организации Демократической Республики Вьетнам: Демократическая партия Вьетнама (основана в 1944), Социалистическая партия Вьетнама (1946), Всеобщая конфедерация труда Вьетнама (1946; с 1961 года называлась Всеобщей федерацией профсоюзов Вьетнама), Союз трудящейся молодежи Вьетнама (1931), Федерация вьетнамских женщин (1946), Федерация вьетнамской молодежи, Федерация вьетнамских студентов, Объединенное общество буддистов Вьетнама, Общество связи вьетнамских католиков, любящих родину и мир, Федерация деятелей литературы и искусства Вьетнама, Вьетнамский комитет защиты мира (создан в 1950 году), Вьетнамский комитет солидарности стран Азии и Африки (1955) и другие организации. Руководящей силой фронта стала Партия трудящихся Вьетнама (ныне Коммунистическая партия Вьетнама). В ОФВ существует как коллективное, так и индивидуальное членство.

### I съезд
Первый (учредительный) съезд ОФВ состоялся 5—10 сентября 1955 года в Ханое. Съезд избрал центральные органы, принял программу и устав ОФВ. Программа ОФВ определяла основные направления борьбы за «мирный, единый, независимый, демократический и процветающий Вьетнам» на основе Женевских соглашений 1954 года, предусматривала восстановление нормальных экономических, культурных и общественных связей, свободы передвижения между Северным и Южным Вьетнамом, проведение всеобщих выборов в Национальное собрание, сформирование им центрального коалиционного правительства, постепенное объединение страны.

### II съезд
В апреле 1961 года состоялся II съезд ОФВ, принявший новый устав фронта. С развёртыванием в 1964—1965 американской агрессии во Вьетнаме ОФВ призвал народные массы ДРВ к защите социалистической родины, к поддержке национально-освободительного движения в Южном Вьетнаме. На протяжении всего периода агрессии ОФВ сплачивал народные массы на решение задач, обеспечивающих свободу и независимость родины, социалистического строительства в ДРВ.

### III съезд
В декабре 1971 года состоялся III съезд ОФВ, обсудивший задачи социалистического строительства в ДРВ и отражения американской агрессии. Съезд заявил о поддержке борьбы населения Южного Вьетнама, Национального фронта освобождения Южного Вьетнама (создан в 1960 году), Временного революционного правительства Республики Южный Вьетнам (создано в 1969 году), Союза национальных, демократических и миролюбивых сил Южного Вьетнама (создан в 1968 году).
После подписания Парижского соглашения 1973 года о прекращении войны и восстановлении мира во Вьетнаме ОФВ боролся за строгое выполнение этого соглашения всеми сторонами, за мирное объединение страны, участвовал в послевоенном восстановлении народного хозяйства и социалистическом строительстве в ДРВ.

## Отечественный фронт Вьетнама в СРВ
После объединения страны Отечественный фронт Вьетнама включил в 1977 году в свой состав Национальный фронт освобождения Южного Вьетнама (1960—1977) и Союз национальных, демократических и миролюбивых сил Южного Вьетнама (1968—1977).
В истории СРВ состоялось 6 съездов Отечественного фронта Вьетнама (нумерация их после объединения с Южным Вьетнамом идёт заново): I съезд — 4 февраля 1977 года, II съезд — 14 мая 1983 года, III съезд — 4 ноября 1988 года, IV съезд — 19 августа 1994 года, V съезд — 28 августа 1999 года, VI съезд — 23 сентября 2004 года.
В настоящее время в Отечественный фронт Вьетнама входят 23 общественные и политические организации. Руководство исполкома Отечественного фронта и прочих массовых объединений, например, Всеобщей конфедерации трудящихся, Всеобщего крестьянского союза и Союза женщин, имеют право посещать заседания народных советов и комитетов разных уровней и излагать свою точку зрения на вопросы местной жизни. 
Почётным председателем ОФВ со дня его основания являлся Хо Ши Мин (умер в 1969 году). Первым председателем Президиума ОФВ стал Тон Дык Тханг, генеральным секретарём — Чан Хыу Зует. 
Председатели Президиума Отечественного фронта Вьетнама:
- Тон Дык Тханг (1955—1976)
- Хоанг Куок Вьет (1977—1983)
- Хюинь Тан Фат (1983—1988)
- Нгуен Хыу Тхо (1988—1994)
- Ле Куанг Дао (1994—1999)
- Фам Тхе Дуйет (1999—2008)
- Хюинь Дам (2008—2013)
- Нгуен Тьен Нян (2013—2017)
- Чан Тхань Ман (с 2017)

Печатный орган — «Кыу куок» (вьет. Cứu quốc).